# Alsace (D656)
Alsace (D656) es una fragata en servicio de la Armada francesa. Fue construida por el programa de fragatas multipropósito FREMM. Es la primera de dos variantes de defensa aérea de la clase conocida como FREMM DA (Frégate Européenne Multimissions de Défense Aérienne) en ese programa.

## Historial operativo
Del 18 de noviembre al 2 de diciembre de 2021, Alsace participó en el ejercicio Polaris 21 en el mar Mediterráneo occidental.
De enero a mayo de 2022, la Alsace se desplegó como parte del grupo Clemenceau 22 liderado por el portaaviones Charles de Gaulle. Según el capitán del barco, Sébastien Baquer, mientras la fragata Forbin de la clase Horizon asumió la misión principal de defensa aérea dentro del grupo de trabajo, Alsace realizó la misión principal de defensa aérea como parte del grupo de trabajo "durante períodos significativos" durante el despliegue. Durante otros períodos, Alsace llevó a cabo una misión antisubmarina primaria. Hablando de cómo la fragata equilibra sus misiones de defensa aérea y ASW, el Capitán Baquer señaló que: "una sola unidad no puede optimizar sus capacidades en ambas áreas simultáneamente, pero no son mutuamente excluyentes. Así, FREMM DA adapta su política electroacústica a las idea de maniobra del comandante del Carrier Strike Group (CSG) y puede cambiar su dominio de prioridad en poco tiempo".
En octubre de 2023, la Alsace fue desplegada en el Mediterráneo oriental durante la guerra entre Israel y Gaza de 2023, uniéndose al helicóptero de asalto Tonnerre y la fragata Surcouf que también fueron desplegados en la región.